# Pedro Luis de Borja Llançol de Romaní
Pedro Luis de Borja Llançol de Romaní (Valencia, 1472 – 4 ottobre 1511) è stato un cardinale spagnolo, pronipote di papa Alessandro VI.

## Biografia
Figlio di Jofré de Borja i Llançol de Romani, IX barone di Villalonga, e di Juana de Moncada, fu giovanissimo cavaliere dell'Ordine di San Giovanni di Gerusalemme e cavaliere di Rodi. Era fratello di Juan e Angela Borgia.
Protetto della potente famiglia Borgia (che era assurta al soglio papale con papa Callisto nel 1455), presumibilmente originario di Valencia, fu creato cardinale diacono in pectore da papa Alessandro VI il 20 marzo 1500, ricevendo ufficialmente la porpora il 2 ottobre successivo (dopo la elevazione al concistoro del 28 settembre). Lo stesso anno fu anche nominato arcivescovo di Valencia.
Attraverso l'influenza di suo prozio, ricevette il titolo di governatore di Spoleto (10 agosto 1500), governatore di Bagnoregio, abate commendatario del monastero cistercense di Valdigna, e del monastero benedettino di San Simpliciano a Milano.
Dopo l'elezione di Giulio II, fu esiliato a Napoli. Morì il 4 ottobre 1511 sulla strada tra Napoli e Roma per una caduta da cavallo.